# Dipsastraea albida
Dipsastraea albida is een rifkoralensoort uit de familie Merulinidae. De wetenschappelijke naam van de soort is, als Favia albida, voor het eerst geldig gepubliceerd in 2002 door John Edward Norwood Veron.